# Lista do Patrimônio Mundial na República Centro-Africana
A Organização das Nações Unidas para a Educação, a Ciência e a Cultura (UNESCO) propôs um plano de proteção aos bens culturais do mundo, através do Comité sobre a Proteção do Património Mundial Cultural e Natural, aprovado em 1972. Esta é uma lista do Patrimônio Mundial existente na República Centro-Africana, especificamente classificada pela UNESCO e elaborada de acordo com dez principais critérios cujos pontos são julgados por especialistas na área. A República Centro-Africana, país que abriga extensas reservas naturais e relevante patrimônio ecológico no continente africano, ratificou a convenção em 22 de dezembro de 1980, tornando seus locais históricos elegíveis para inclusão na lista.
O sítio Parque Nacional de Manovo-Gounda St. Floris foi o primeiro local da República Centro-Africana incluído na lista do Patrimônio Mundial da UNESCO por ocasião da 12ª Sessão do Comitè do Património Mundial, realizada em Brasília (Brasil) em 1988. Desde a mais recente adesão à lista, a República Centro-Africana totaliza 2 sítios classificados como Patrimônio da Humanidade, sendo ambos os locais de classificação natural. Desde o momento de sua desginação, o sítio Parque Nacional de Manovo-Gounda St. Floris foi imediatamente incluído na Lista do Patrimônio Mundial em perigo devido à atividades pecuárias ilegais dentro da área do sítio que ameaçam fortemente a fauna local e avançam sobre a área delimitada do bem, criando eventuais problemas de segurança.

## Bens culturais e naturais
A República Centro-Africana conta atualmente com os seguintes lugares declarados como Patrimônio da Humanidade pela UNESCO:
| | Parque Nacional de Manovo-Gounda St. Floris |
| Bem natural inscrito em 1988, perigo desde 1997. |                                             |
| Localização: Bamingui-Bangoran |                                             |
| A importância deste parque se deve à riqueza de sua flora e fauna. Suas vastas savanas oferecem abrigo a uma grande variedade de mamíferos – rinocerontes negros, elefantes, leopardos, onças, cães selvagens, gazelas e búfalos de frente vermelha – e as planícies alagadas da zona norte abrigam diferentes tipos de aves aquáticas. (UNESCO/BPI) |                                             |

| | Sítio Trinacional Sangha |
| Bem natural inscrito em 2012. |                          |
| Este bem é compartilhado com: Camarões e República do Congo. |                          |
| Localização: Sangha-Mbaéré |                          |
| Localizado na bacia noroeste do rio Congo, no ponto de confluência das fronteiras dos Camarões, da República do Congo e da República Centro-Africana, este local abrange três parques nacionais contíguos totalizando uma área de mais de 750.000 hectares, onde as atividades humanas dificilmente alteraram a natureza. O local possui uma vasta gama de ecossistemas de florestas tropicais úmidas, além de flora e fauna muito ricas. Este último compreende espécies como o crocodilo do Nilo e um grande predador - o peixe-tigre Golias. Espécies herbáceas crescem nas clareiras da floresta, e a região de Sangha abriga uma população considerável de elefantes florestais, bem como gorilas das planícies ocidentais (em grave perigo de extinção) e chimpanzés (uma espécie também ameaçada). O ambiente do local permitiu a continuidade de processos ecológicos e evolutivos em larga escala, bem como a preservação de uma grande biodiversidade que abrange inúmeras espécies animais ameaçadas de extinção. (UNESCO/BPI) |                          |

## Lista Indicativa
Em adição aos sítios inscritos na Lista do Patrimônio Mundial, os Estados-membros podem manter uma lista de sítios que pretendam nomear para a Lista de Patrimônio Mundial, sendo somente aceitas as candidaturas de locais que já constarem desta lista. Desde 2006, a República Centro-Africana possui 9 locais na sua Lista Indicativa.
| Sítio | Imagem               | Localização | Ano  | Dados UNESCO | Descrição |
| ----- | -------------------- | ----------- | ---- | ------------ | --------- |
| [[]]  | [[Ficheiro:\|150px]] | [[]]        | [[]] |              |           |